# 王誕 (前燕)
王誕，五胡十六国時代前燕人物，昌黎郡人。
王誕在西晋担任幽州別駕。305年，幽州刺史和演死后，王誕投奔東夷校尉李臻。王誕劝说李臻起兵討伐安北将軍王浚。
309年十二月，李臻派儿子李成率兵攻打王浚。遼東郡太守龐本趁机襲撃李臻，派刺客在無慮殺害李成。王誕投奔鮮卑慕容部大人慕容廆。之后，王誕转任带方郡太守。
333年六月（《十六国春秋·卷24·慕容皝》作五月），慕容廆的继承人慕容皝任命他为左長史。王誕称道遼東郡太守陽騖的才能，向慕容皝表示愿意让出左長史之职。慕容皝听从，以陽騖为左長史，以王誕为右長史。